# Armodorum sulingi
Armodorum sulingi là một loài thực vật có hoa trong họ Lan. Loài này được (Blume) Schltr. mô tả khoa học đầu tiên năm 1911.